# Франки, Алессандро
Алессандро Франки (итал. Alessandro Franchi; 25 июня 1819, Рим, Папская область — 31 июля 1878, Рим, королевство Италия) — итальянский куриальный кардинал и папский дипломат. Апостольский нунций в Тоскане с 16 июня 1856 по 5 мая 1859. Титулярный архиепископ Фессалоники с 19 июня 1856 по 22 декабря 1873. Секретарь Священной Конгрегации чрезвычайных церковных дел с 31 октября 1860 по 13 марта 1868. Апостольский нунций в Испании с 13 марта 1868 по июнь 1869. Префект Священной Конгрегации Пропаганды Веры и Восточных обрядов с 10 марта 1874 по 5 март 1878. Государственный секретарь Святого Престола, Префект Дома Его Святейшества, Префект Апостольского дворца и администратор наследия Святого Престола с 5 марта по 31 июля 1878. Кардинал-священник с 22 декабря 1873, с титулом церкви Санта-Мария-ин-Трастеверее с 16 января 1874.